# Reformations-Gedächtnis-Kirche (Eggenfelden)

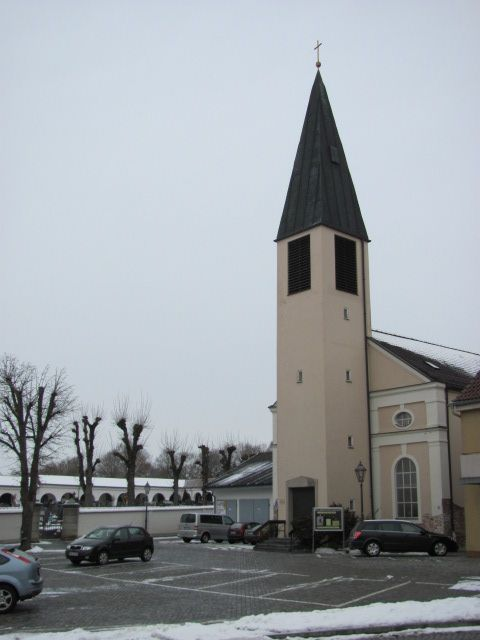
Die Reformations-Gedächtnis-Kirche

Die Reformations-Gedächtnis-Kirche ist die evangelische Kirche in Eggenfelden. Sie ist aufgrund des Bayerischen Denkmalschutzgesetzes ein Kulturdenkmal. Sie befindet sich am nördlichen Franziskanerplatz.

## Gemeinde

### Geschichte
Zwar garantierte die Verfassung des Königreichs Bayern von 1818 die Religionsfreiheit, jedoch fand der erste evangelische Gottesdienst in Eggenfelden erst 1893 statt. In dem stark römisch-katholisch geprägten Niederbayern gab es zunächst nur sehr wenige evangelische Gläubige, die ab 1896 in ihrer Diaspora von einem Reiseprediger mit Sitz in Pfarrkirchen betreut wurden. Er bot einmal im Monat, sowie zusätzlich zu Ostern und am Reformationstag – Feiertage, an denen auch ausschließlich Abendmahl gefeiert wurde –, Gottesdienste in Eggenfelden an. Zunächst geschah das im Gerichtshaus in Gern, ab 1921 im Rathaussaal in Eggenfelden.
1926 gründete sich in Eggenfelden ein „Evangelischer Verein“, der 1928 das Wirtshaus „Wolfsberger Keller“ kaufte und zu einem evangelischen Gemeindezentrum umbaute.
Durch den Zustrom von Flüchtlingen nach dem Zweiten Weltkrieg erhöhte sich die Zahl der Evangelischen in Niederbayern innerhalb kurzer Zeit von 20.000 auf 150.000 (heute: ca. 300.000). Das führte dazu, dass 1947 in Eggenfelden zunächst ein Vikariat und 1951 eine Pfarrstelle eingerichtet wurde.

### Heutige Struktur
Die Reformations-Gedächtnis-Kirche gehört zum Kirchenkreis Regensburg, Dekanat Passau, der Evangelisch-Lutherischen Kirche in Bayern. Die Kirchengemeinde erstreckt sich nicht nur auf das Stadtgebiet von Eggenfelden, sondern darüber hinaus auf die umliegenden Gemeinden und Märkte
- Falkenberg
- Geratskirchen
- Hebertsfelden
- Mitterskirchen
- Schönau
- Unterdietfurt
- Wurmannsquick

Die Kirchengemeinde zählt insgesamt etwa 2250 Mitglieder.

## Kirchengebäude

### Baugeschichte
Die heutige Kirche entstand aus dem 1901 errichteten Wirtshaus „Wolfsberger Keller“, das eventuell auf einen noch älteren Vorgängerbau zurückgeht. Später diente das Gebäude auch als Kino. Nachdem der „Evangelische Verein“ es 1928 gekauft hatte, wurde es für Gemeindezwecke umgebaut, zunächst 1931 darin ein Betsaal eingerichtet und am 7. November 1937 als Reformations-Gedächtnis-Kirche eingeweiht. Im Zuge des Umbaus erhielt das Gebäude einen ersten Turm. 1956 wurde der Kirchenraum erweitert. 1962 wurde der alte Turm abgebrochen und durch einen neuen ersetzt. 1979/80 wurde die Apsis abgebrochen und die Ausrichtung des Kirchenschiffs um 90 Grad gedreht. Die Funktion der Apsis wurde 1992 durch eine gestaltete Altarwand ersetzt, gleichzeitig das Gemeindezentrum neu gebaut.

### Ausstattung
- Die Orgel mit 14 Registern auf zwei Manualen und Pedal wurde 1986 von Georg Jann eingebaut. Sie ersetzt ein achtregistriges Werk von Georg Holländer (Feuchtwangen) aus dem Jahr 1955.
- Das Geläut stammt aus den Jahren 1992/93.